# 哈博灰蝶屬
哈博灰蝶屬（學名：Habrodais）是線灰蝶亞科線灰蝶族裡的一個屬，物種分佈於北美洲西部。